# Agonia

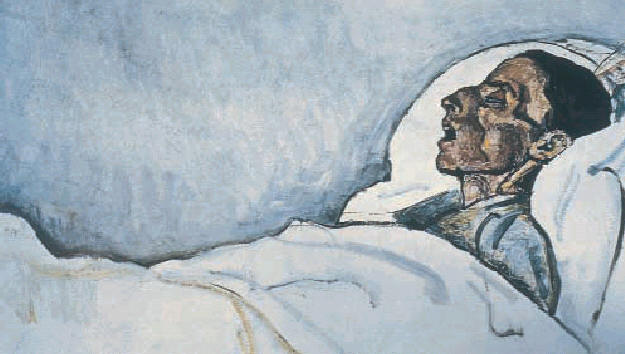
Valentine Godé-Darel – Twarz umierającego znajdującego się w stanie agonii (1915)

Agonia – proces umierania poprzedzający śmierć, czyli okres poprzedzający ustanie funkcji życiowych organizmu. Polega na stopniowym zanikaniu czynności życiowych, prowadzący do śmierci klinicznej, a następnie biologicznej. Agonia nie zawsze kończy się zgonem. Zastosowanie reanimacji może odwrócić jej proces.
Agonia charakteryzuje się przede wszystkim upośledzeniem czynności układu oddechowego i krążenia oraz ośrodkowego układu nerwowego, a co za tym idzie – utratą świadomości i porażeniem mięśniowym.
W kolejnym stadium krążenie i oddychanie może utrzymywać się na minimalnym poziomie (przedłużenie się tego stadium przypomina stan śmierci, co znane jest jako zjawisko śmierci pozornej – letarg) lub zaniknąć zupełnie, doprowadzając do śmierci klinicznej, a następnie śmierci biologicznej.